# Emmaboda
Emmaboda est une localité de Suède dans la commune d'Emmaboda, dont elle est le chef-lieu, située dans le comté de Kalmar.
Sa population était de 5 074 habitants en 2019.